# Strafsache Gustl Mollath
Die Strafsache Gustl Mollath (in der Berichterstattung auch als Causa Mollath bezeichnet) war ein Kriminalfall, der die bayerische Justiz, den Bundesgerichtshof und das Bundesverfassungsgericht von 2003 bis 2018 beschäftigte. Kern des Falls war ein Strafverfahren gegen Gustl Mollath. Dieses hatte seine Unterbringung in einer psychiatrischen Klinik wegen vermeintlicher wahnhafter Vorstellungen zufolge, deretwegen er eine Gefahr für die Allgemeinheit bedeute. Ab 2011 war der Fall Gegenstand einer breiten medialen Berichterstattung und öffentlichen Diskussion, nachdem bekannt geworden war, dass nach dem Gutachten eines von der Strafvollstreckungskammer beauftragten Sachverständigen die angenommenen Wahnvorstellungen Mollaths der Wahrheit entsprachen. Durch die Einsetzung eines Untersuchungsausschusses im Bayerischen Landtag wurde der Fall zu einem Politikum. Er gilt seitdem als Justizirrtum und Skandal.

## Verfahrensgang
Als Ausgangspunkt des Falls gelten Streitigkeiten Gustl Mollaths mit seiner Ehefrau, die im Zusammenhang mit einer bevorstehenden Scheidung standen. Nach Mollaths Angaben war die Ehe unter anderem gescheitert, weil seine Ehefrau in rechtswidrige Geschäfte der HypoVereinsbank verwickelt gewesen sei. Zunächst wurden diese Streitigkeiten in Zivilprozessen ausgetragen. Ende 2002 machte Mollath der HypoVereinsbank Mitteilung vom Geschäftsgebaren seiner Ehefrau. Dies hatte ihre Entlassung im Februar 2003 zur Folge.

### Erstes Strafverfahren
Frau Mollath erstattete daraufhin 2003 Strafanzeige gegen ihren Ehemann wegen einer Körperverletzung, zu der es 2001 gekommen sei, sowie wegen einer angeblich 2002 begangenen Freiheitsberaubung gegen sie. Während des daraufhin eingeleiteten Ermittlungsverfahrens teilte Gustl Mollath erstmals auch den Behörden die von ihm so bezeichneten „Schwarzgeldgeschäfte“ seiner Ehefrau in Form eines Konvoluts aus Anzeigen und Schreiben mit. Etwa zeitgleich reichte seine Ehefrau eine von der sie behandelnden Psychotherapeutin gestellte „Diagnose“ zu den Gerichtsakten. Diese hatte aufgrund der Schilderungen der Frau Mollath den Verdacht geäußert, Gustl Mollath könne an einer Geisteskrankheit leiden. Daraufhin ordnete das Landgericht Nürnberg-Fürth eine Begutachtung der Schuldfähigkeit Gustl Mollaths an; eine dagegen eingelegte Beschwerde wurde als unzulässig verworfen.
Im September 2003 hatte Gabriele Krach, Fachärztin für Psychiatrie und Psychotherapie am Klinikum am Europakanal, Erlangen, auf Verlangen der Ehefrau Mollaths eine Bescheinigung, Mollath leide „mit großer Wahrscheinlichkeit an einer ernstzunehmenden psychiatrischen Erkrankung“ ausgestellt, ohne ihn je getroffen zu haben. Die Bescheinigung wurde am 23. September 2003 vom Rechtsanwalt der Ehefrau an das Amtsgericht Nürnberg gefaxt.
Erst Ende 2003 erstattete Gustl Mollath formell Strafanzeige gegen seine Gattin wegen „Schwarzgeldverschiebungen“ und bot zugleich weitere Unterlagen sowie seine Zeugenaussage an. In Kenntnis des gerichtlichen Begutachtungsbeschlusses stellte die Staatsanwaltschaft Nürnberg das zugehörige Verfahren mangels Anfangsverdachts ein. Das zuständige Finanzamt ging der ihm in Abschrift erteilten Strafanzeige nicht nach, nachdem es bei Gericht Auskunft über Gustl Mollath eingeholt hatte. Dieser beschwerte sich wiederholt über diese Sachbehandlung.
Gemutmaßt wird, dass gerade die wiederholten Vorwürfe gegen seine Ehefrau die Überzeugung der Beteiligten bestärkten, Gustl Mollath leide an einem Wahn. Jedenfalls wurde er zwangsweise auf Beschluss des Amtsgerichts Nürnberg nach § 81 StPO zur Begutachtung untergebracht, wo er jedoch alle Gespräche verweigerte. Deshalb erging ein psychiatrisches Gutachten nach Lage der Akten. Als Grundlage diente vor allem auch das von ihm eingereichte Konvolut aus seinen Schilderungen. Keine Beachtung fand hingegen, dass seine Ehefrau bereits Anfang 2003 zu Protokoll gegeben hatte, dass die HypoVereinsbank wegen Mollaths Mitteilung ihre Innenrevision eingeschaltet hatte.
Im August 2006 wurde Gustl Mollath wegen Schuldunfähigkeit freigesprochen. Da das Gericht ihn aber für gemeingefährlich hielt, ordnete es als Maßregel der Sicherung und Besserung seine einstweilen dauerhafte Unterbringung in einer geschlossenen psychiatrischen Klinik an. Rechtsmittel gegen das Urteil waren erfolglos. Der Bundesgerichtshof verwarf am 13. Februar 2007 die eingelegte Revision ohne weitere Begründung als offensichtlich unbegründet.

### Fortdauer der Unterbringung
Es kam nach der Einweisung noch zu weiteren psychiatrischen Gutachten, um zu überprüfen, ob die Unterbringung aufrechtzuerhalten sei und ob Gustl Mollath einen Betreuer benötige. 2007 sprach der Neurologe und Oberarzt Hans Simmerl mit ihm und kam zum Schluss, dass sein Patient zwar querulatorische Züge aufweise, aber nicht unter Wahnideen leide. Er kam zum Schluss, dass er keinen Betreuer benötige. Anders sah es der von der Strafvollstreckungskammer 2008 beauftragte Sachverständige Hans-Ludwig Kröber, der allerdings nicht selbst mit Mollath sprach. Kröber schloss aufgrund des bereits im Ausgangsverfahren eingereichten Attests der Ehefrau und früherer Gutachten, dass die Wahnideen fortbestünden. Das Gericht hielt die Unterbringung aufrecht, es kam eine Zeit lang zu keinen externen Begutachtungen.
Gustl Mollath war zunächst in Straubing und später im Bezirkskrankenhaus Bayreuth untergebracht. Ab 2012 strengte er – letztlich erfolgreich – eine Wiederaufnahme seines Strafverfahrens an.
Im Juni 2014 ordnete das örtlich zuständige Landgericht Bayreuth eine erneute Fortdauer der Unterbringung an, da Mollaths wahnhafte Störung fortbestehe. Es stützte sich auf ein Gutachten des Sachverständigen Friedemann Pfäfflin und eine Stellungnahme des Bezirkskrankenhauses Bayreuth sowie die im ausgehenden Strafverfahren eingeholten Gutachten. Ein von der Verteidigung eingebrachtes Gutachten wies das Gericht wegen zu großer Nähe zu Mollath zurück. Hiergegen legte Gustl Mollath sofortige Beschwerde beim Oberlandesgericht Bamberg ein. Das Oberlandesgericht wies die Beschwerde zurück, woraufhin er Verfassungsbeschwerde erhob.
Das Bundesverfassungsgericht hob die Beschlüsse des Landgerichts Bayreuth und des Oberlandesgerichts Bamberg mit Kammerbeschluss als verfassungswidrig im August 2013 auf. Zur Begründung führte das Verfassungsgericht aus:

„Die in den Beschlüssen aufgeführten Gründe genügen nicht, um die Anordnung der Fortdauer der Unterbringung des Beschwerdeführers zu rechtfertigen. Es fehlt bereits an der im Rahmen des verfassungsrechtlich Gebotenen ausreichenden Konkretisierung der vom Beschwerdeführer ausgehenden Gefahr künftiger rechtswidriger Taten [...]. Den Beschwerdeführer entlastende Umstände finden im Rahmen der notwendigen Prognoseentscheidung keine erkennbare Berücksichtigung [ ...]. Daneben wird in den angegriffenen Beschlüssen nicht ausreichend dargelegt, dass die von dem Beschwerdeführer ausgehende Gefahr das angesichts der Dauer der Unterbringung zunehmende Gewicht seines Freiheitsanspruchs aufzuwiegen vermag [...]. Schließlich fehlt auch eine Befassung mit der Frage, ob dem Sicherungsinteresse der Allgemeinheit nicht auch durch den Beschwerdeführer weniger belastende Maßnahmen Rechnung hätte getragen werden können [...].“

Zwischenzeitlich war Mollath bereits auf Anordnung des Oberlandesgerichts Nürnberg im Rahmen der Wiederaufnahme des Strafverfahrens entlassen worden. Mollath verließ die Psychiatrie am Abend des 6. August 2013.

### Wiederaufnahme und zweites Strafverfahren

#### Wiederaufnahmeverfahren
2012 wurde ein interner Bericht der Hypovereinsbank von 2003 bekannt, der Mollaths Vorwürfe gegen seine Ex-Frau inhaltlich bestätigte. Auch mit Blick auf bevorstehende Wahlen in Bayern wies die Justizministerin Beate Merk daraufhin die Staatsanwaltschaft an, eine Wiederaufnahme des Verfahrens zu prüfen. Im Februar 2013 beantragte der von Gerhard Strate vertretene Gustl Mollath die Durchführung eines Wiederaufnahmeverfahrens. Das Landgericht Regensburg lehnte dies im Juli 2013 ab, da Fehler im Ausgangsverfahren alleine keine Wiederaufnahme rechtfertigen würden. Nur rechtskräftig in anderen Verfahren abgeurteilte Straftaten aber könnten die Wiederaufnahme eines Verfahrens bedingen. Jedoch sei wegen dieser Fehler niemand rechtskräftig verurteilt, die fraglichen Taten seien auch verjährt. Sowohl die Verteidigung als auch die Staatsanwaltschaft legten sofortige Beschwerde gegen die Entscheidung des Landgerichts ein. Mit Beschluss vom 6. August 2013 hob das Oberlandesgericht Nürnberg die Entscheidung des Landgerichts Regensburg auf und ordnete die Wiederaufnahme des Verfahrens an. Es lag nach Auffassung des Oberlandesgerichtes ein Wiederaufnahmegrund nach § 359 Nr. 1 StPO vor, da dem Urteil eine unechte Urkunde zugrunde gelegt worden sei: Ein damals vorgelegtes ärztliches Attest sei nicht von der die Praxis innehabenden Ärztin, sondern ihrem Sohn ausgestellt worden, obwohl der Eindruck entstünde, die Mutter hätte es ausgestellt.

#### Erneutes Strafverfahren
Im Juli 2014 begann das Wiederaufnahmeverfahren vor dem Landgericht Regensburg. Das Gericht setzte 17 Verhandlungstage an und lud 40 Zeugen. Mollath wollte bis zu 30 weitere Beweisanträge stellen, überwarf sich hierüber aber mit seinen Wahlverteidigern, die daraufhin wegen mangelnden Vertrauens des Mandanten das Mandat niederlegten. Der Angeklagte erklärte allerdings gegenüber dem Gericht, dass sein Vertrauen gelitten habe, aber noch bestünde. Seine Anwälte wurden daraufhin als Pflichtverteidiger verpflichtet. Im August 2014 endete dieses Strafverfahren mit dem erwarteten Freispruch. Das Landgericht sah dabei den Vorwurf der gefährlichen Körperverletzung an der Ehefrau als bewiesen an, nicht jedoch bezüglich der ebenfalls vorgeworfenen Sachbeschädigung durch Zerstechen von Reifen und der angeblichen Freiheitsberaubung. Das Landgericht sprach Mollath allerdings nach dem Grundsatz in dubio pro reo und mangels Beweisen frei, da weiterhin nicht auszuschließen sei, dass er zum Tatzeitpunkt doch schuldunfähig gewesen sein könnte.
Gustl Mollath legte Revision gegen das Urteil des Landgerichts Regensburg ein, weil er nur wegen möglicher Schuldunfähigkeit freigesprochen wurde. Der 1. Strafsenat des Bundesgerichtshofs verwarf die Revision im Oktober 2015 und stützte sich auf Grundsatz der Tenorbeschwer. Dieser Grundsatz besagt: Wenn jemand freigesprochen wurde, kann er sich nicht darüber beschweren, dass in der Urteilsbegründung trotzdem belastende Feststellungen gegen ihn stehen.

### Amtshaftungsverfahren
Gustl Mollath verklagte wegen seiner rechtswidrigen Unterbringung das Land Bayern auf Schadensersatz. Das Landgericht München I im März 2019 erteilte im Verfahren einen richterlichen Hinweis, wonach es den Schadensersatzanspruch des Klägers dem Grunde nach als begründet ansah. Die Einweisung Mollaths sei ein Verstoß gegen die Europäische Menschenrechtskonvention gewesen. Es sei zu einer Vielzahl von Verfahrensfehlern gekommen. Der vorsitzende Richter in Nürnberg sei nach Ansicht des Landgerichts womöglich zu sehr an einer raschen Verfahrensbeendigung interessiert gewesen.
Im November 2019 endete das Amtshaftungsverfahren mit einem Vergleich, nach dem der Freistaat Bayern insgesamt 670.000 € ohne Anerkennung einer Rechtspflicht an Gustl Mollath zahlte.

## Aufarbeitung des Verfahrens

### Mediale Berichterstattung
Am 13. Dezember 2011 erschien in der Sendung Report Mainz ein Beitrag des SWR über den Fall Gustl Mollath. In dem Beitrag wurden die Vorwürfe Mollaths gegen seine Ex-Ehefrau aufgegriffen, sie habe Schwarzgeldgeschäfte betrieben. Es wurde auch ein Schöffe interviewt, der die Verhandlungsführung des Vorsitzenden Richters am Landgericht Otto Brixner kritisierte. Ferner wurde die Frage aufgeworfen, ob Mollath unschuldig sei.
Im Spiegel wurde die Ansicht vertreten, dass die übrigen Medien Mollath in zu gutem Licht darstellten. Er sei zuvor bereits gewalttätig gegenüber seiner Frau gewesen und habe sie nach der Trennung bei ihrem Arbeitgeber angeschwärzt. Er sei möglicherweise nicht zu Unrecht verurteilt worden.

### Dokumentarfilm

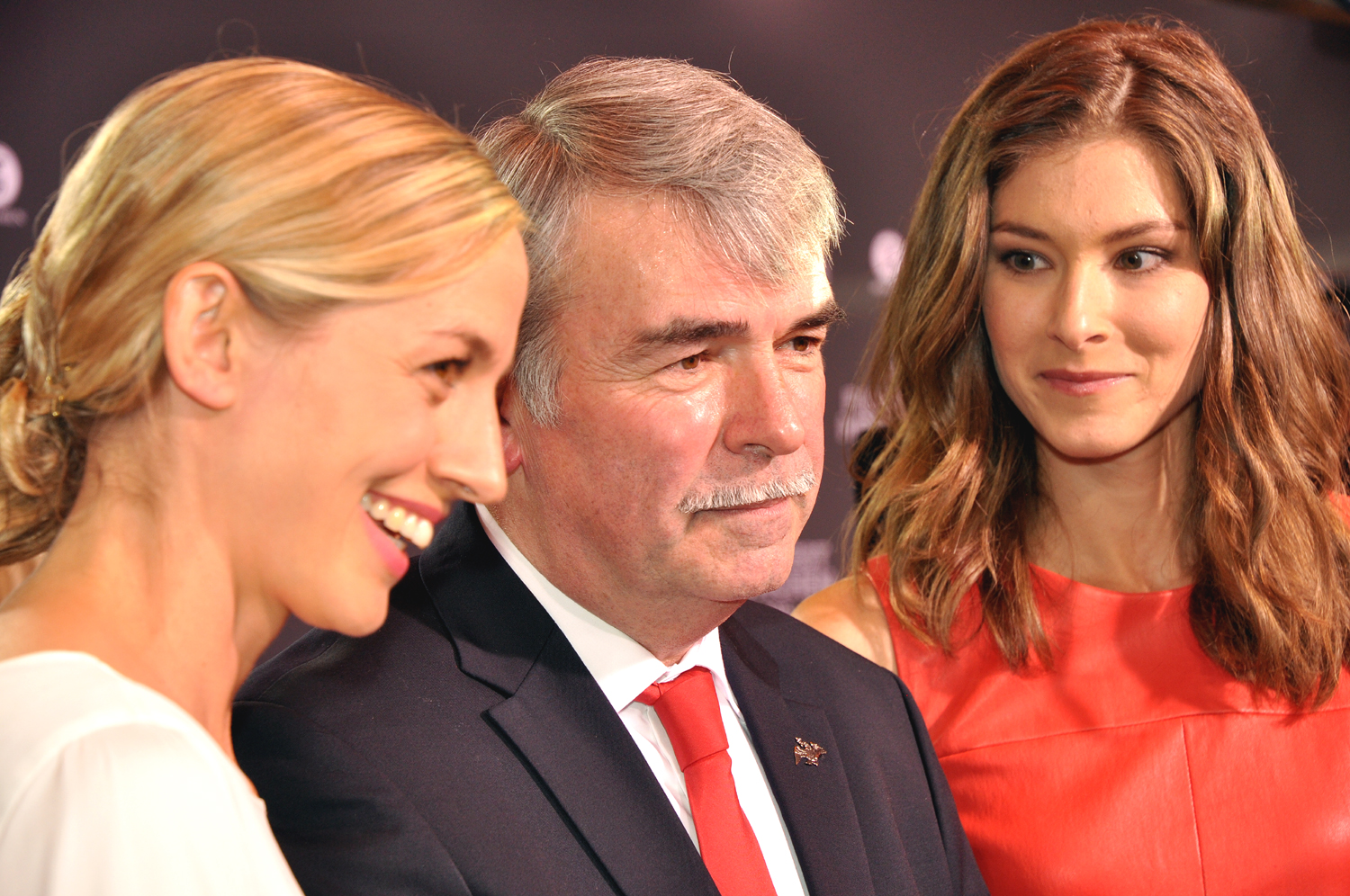
Gustl Mollath mit den Dokumentarfilmerinnen Leonie Stade (rechts) und Annika Blendl 2015 anlässlich der Vorstellung des Films Und plötzlich bist du verrückt in München

Im deutschen Dokumentarfilm Mollath – „und plötzlich bist du verrückt“ von Annika Blendl und Leonie Stade, der 2015 erschien, wird die Person Gustl Mollath skizziert, das Leben Mollaths in der Psychiatrie, die Wiederaufnahme des Prozesses und schließlich das Leben nach dem Freispruch.